# Saucisson vaudois
Le saucisson vaudois est un saucisson fabriqué dans le canton de Vaud, en Suisse.

## Description
Il se cuit simplement dans de l'eau frémissante pendant environ 45 minutes et se sert coupé en tranches avec, par exemple, du papet vaudois. Seul le véritable saucisson vaudois IGP et l’authentique saucisse aux choux vaudoise IGP ont le droit d’arborer le plomb vert des charcuteries vaudoises. L’IGP est un signe officiel délivré par l’Office fédéral de l'agriculture. Seuls des produits traditionnels élaborés exclusivement dans un bassin géographique bien délimité peuvent être reconnus comme « indications géographiques protégées ». Le saucisson vaudois et la saucisse aux choux vaudoise sont protégés par l’IGP depuis septembre 2004.